# フカウラトウヒレン
フカウラトウヒレン（深浦塔飛廉、学名：Saussurea andoana）は、キク科トウヒレン属の多年草。

## 特徴
茎は直立し、高さは50-120cmになる。茎は上部で2-5回分枝し、褐色の多細胞毛がまばらに生え、幅2-5mmになる波状縁の翼がある。根出葉は花時には枯れて生存しない。茎の下部につく葉は革質で鈍い光沢があり、葉身は卵形になり、長さ11-26cm、幅10-20cm、先は鋭突頭、基部は深い心形になり、縁に粗い鋸歯がある。葉の表面、裏面ともにほとんど毛は生えない。葉柄は長さ10-16cmになり、上部に翼がある。茎の上部につく葉は小型になり、葉柄は短い。
花期は9-10月。頭状花序は散房状に2-5個が密集してつく。花柄は長さ3-5mmと短く、鋭角度に伸び、灰色の多細胞毛が密に生える。総苞は長さ15-17mm、径9-14mmになる鐘形で、緑色で、多少くも毛がある。総苞片は8列あり、外片は卵形で先は鋭突頭、長さ(5-6)7-12mm、幅2.5-3.5mmになり、先端は斜上・開出する。内片は長さ10-16mmになる。頭花は筒状花のみからなり、花冠の長さは10-11mm、色はほとんどが白色で、かすかに紅紫色になることもある。果実は長さ4.5-5.5mmになる痩果で、明るい灰褐色の条と斑点がある。冠毛は2輪生で、落ちやすい外輪は長さ2mm、花後にも残る内輪は長さ9mmになる。

## 分布と生育環境
日本固有種。本州の東北地方の青森県西津軽郡深浦町の特産で、日本海に面した海岸の風当たりの強いクロマツ林下、林内や草地に生育する。

## 名前の由来
和名フカウラトウヒレンは、「深浦塔飛廉」の意。
種小名（種形容語）andoana は、本種の発見者である青森県の安藤一次への献名である。

## 新種記載
2015年に門田裕一（国立科学博物館）によって、『植物研究雑誌』Vol.90、「アジア産トウヒレン属 (キク科) の分類学的研究VII．北海道産の1新種と本州産の4新種」において、カムイトウヒレン-Saussurea kenji-horieana、カムロトウヒレン-S. sawae、ショウナイトウヒレン-S. shonaiensisおよびウゴトウヒレン-S. ugoensis とともに新種として命名記載された。
本種と同様にクロマツ林下に生える、2013年新種記載の山形県の飛島特産であるトビシマトウヒレン-S. katoana に似るが、トビシマトウヒレンの総苞片が10列あるのに対し本種は8列、トビシマトウヒレンと比べて頭花の柄が短く、茎の翼があまり発達しないことで区別される。

## ギャラリー

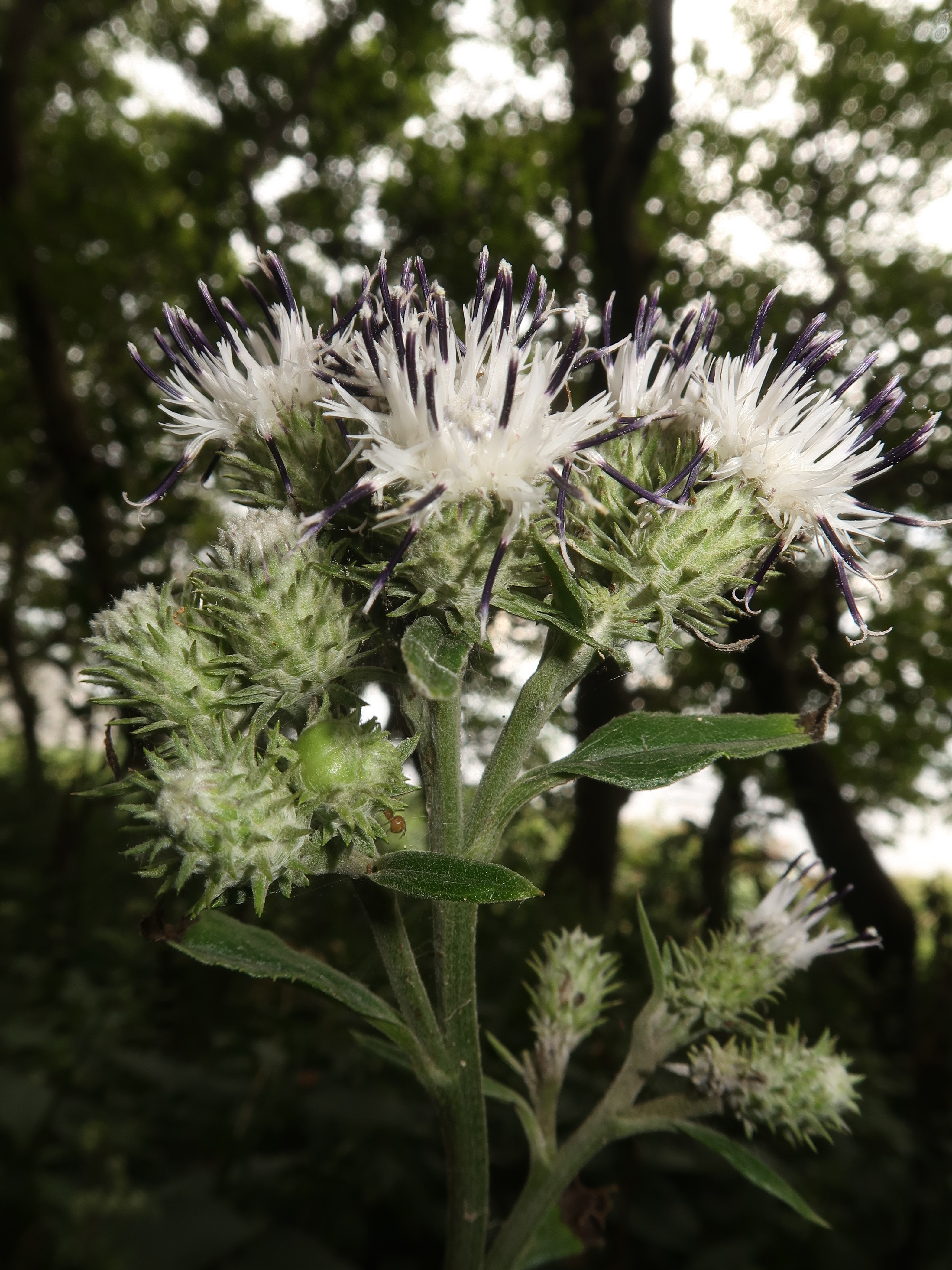
頭花は短い柄で散房状に密につき、鋭角度に伸びる。
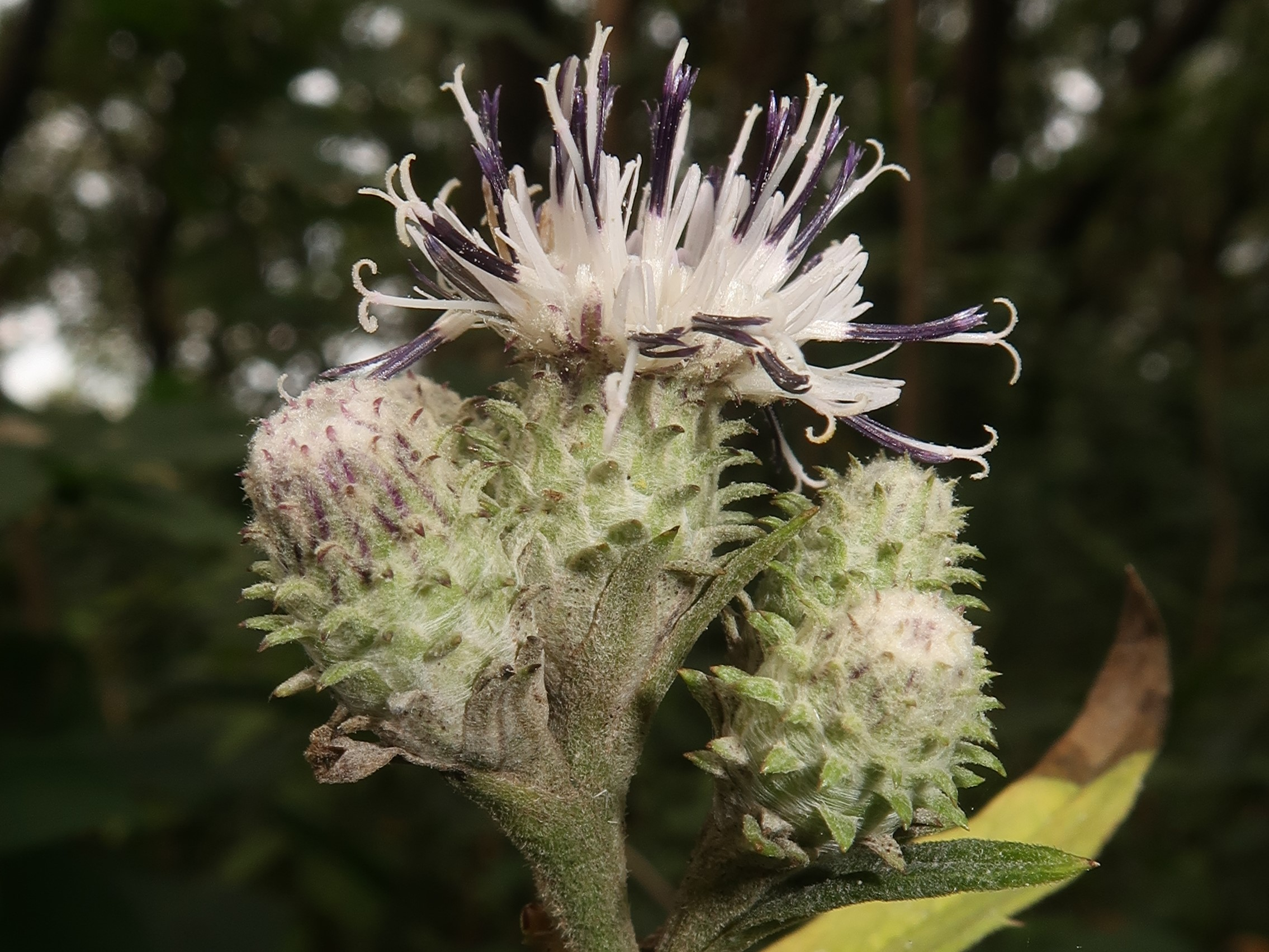
総苞は鐘形、総苞片は8列あり、斜上・開出する。花冠は白色になる。
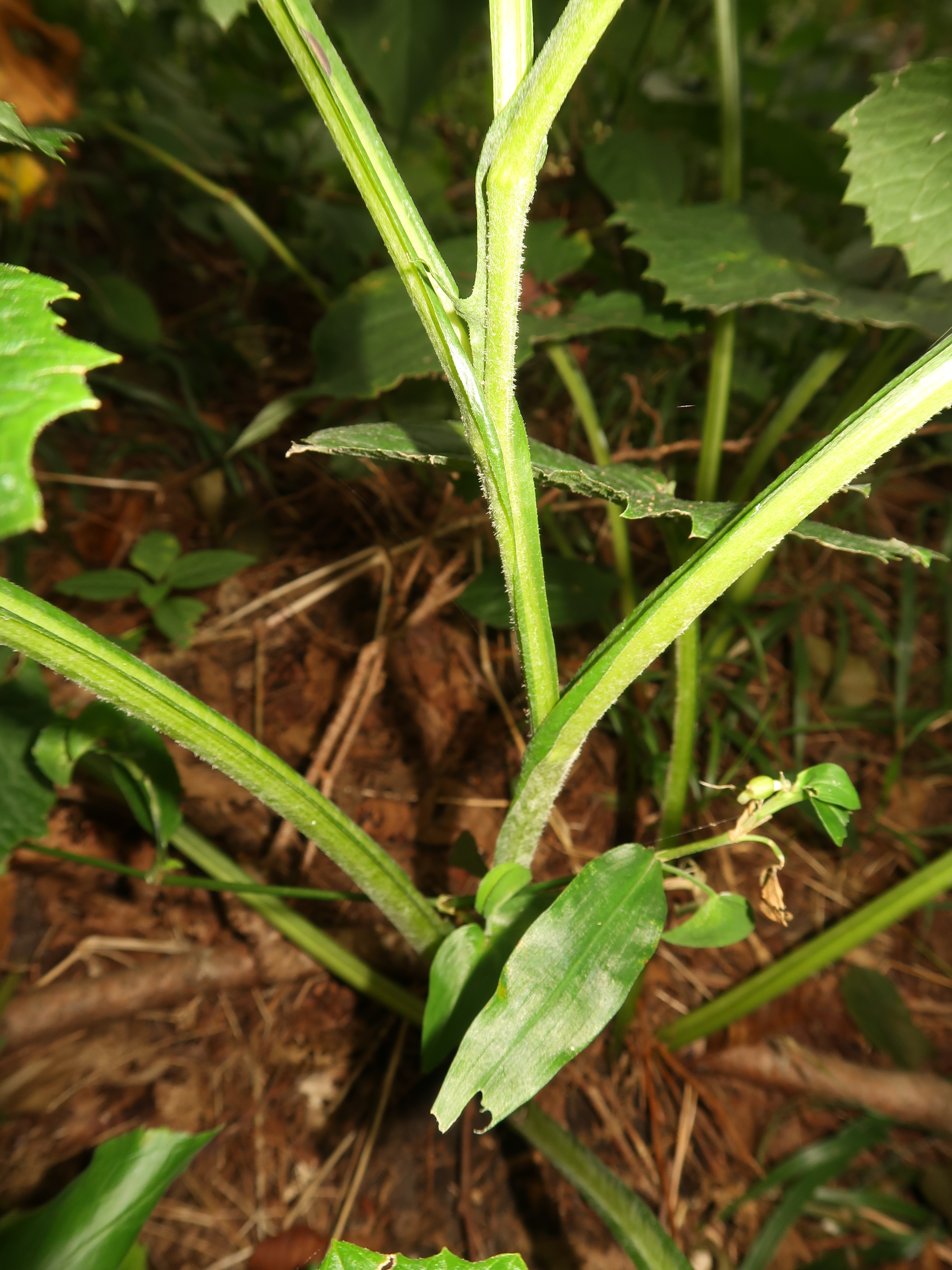
花時に根出葉が生存しない。茎に波状の翼がある。
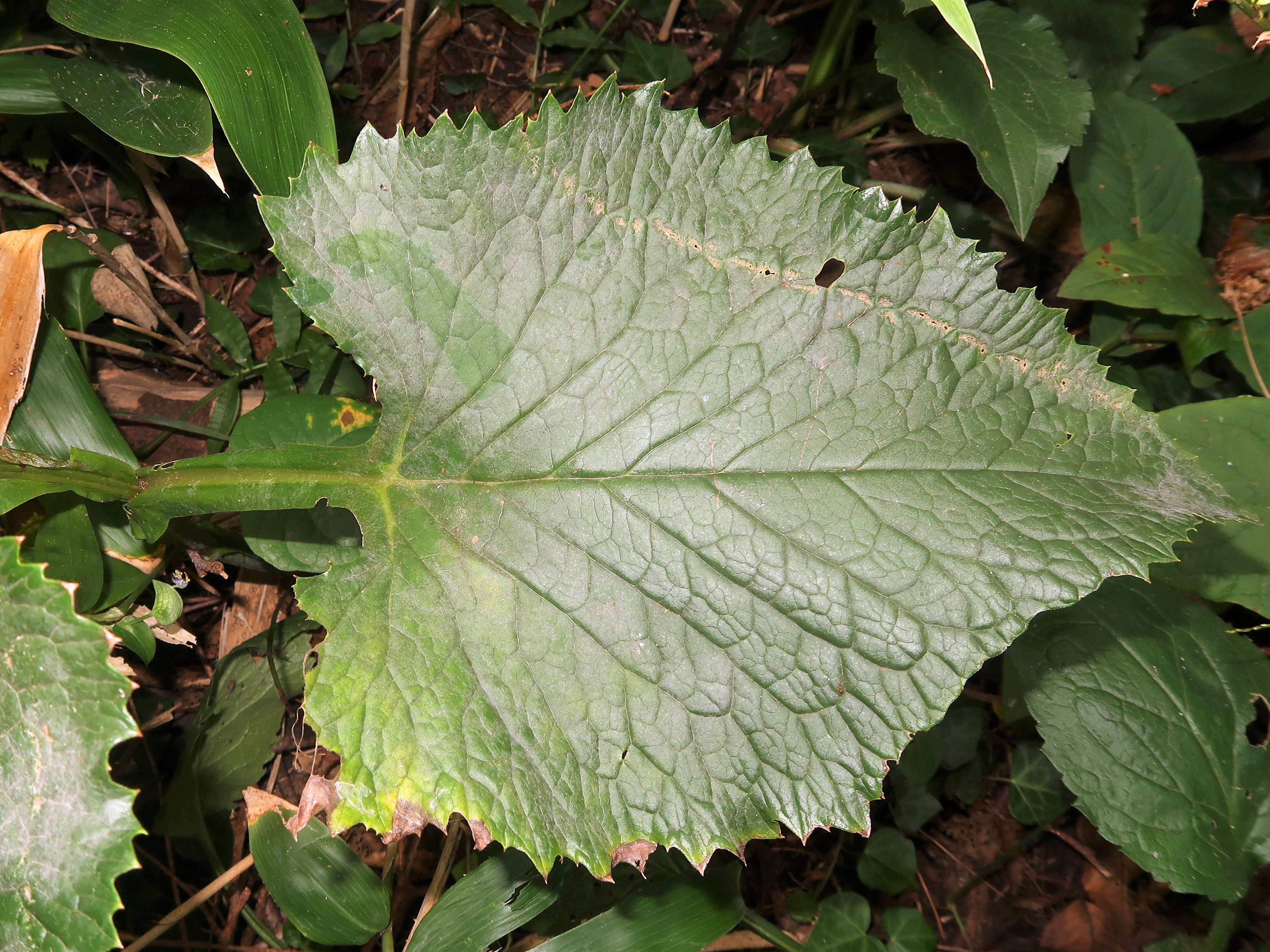
下部の茎葉は革質で鈍い光沢があり、葉柄の上部に翼がある。